# ياكوب بولسن
ياكوب بولسين (بالدنماركية: Jakob Poulsen) (مواليد 7 يوليو 1983 في فارد) لاعب كرة قدم دنماركي يلعب حاليا لصالح نادي آرهوس الدنماركي . .

## روابط خارجية
- ياكوب بولسن على موقع الاتحاد الدولي (مؤرشف)  (الإنجليزية)
- ياكوب بولسن على موقع الاتحاد الأوربي (الإنجليزية)
- ياكوب بولسن على موقع قاعدة بيانات كرة القدم.إي يو (الإنجليزية)
- ياكوب بولسن على موقع ناشيونال فوتبول تيمز (الإنجليزية)
- ياكوب بولسن على موقع عالم كرة القدم.نت (الإنجليزية)
- ياكوب بولسن على موقع كووورة